# سيل تششمة عليا (مقاطعة دلفان)
سيل تششمة عليا (بالفارسية: سیل چشمه علیا) هي قرية تقع في قسم كاكاوند الشرقي الريفي (مقاطعة دلفان) في إيران. يقدر عدد سكانها بـ 44 نسمة بحسب إحصاء 2016.